# Andrew Fabian
Andrew Christopher Fabian, OBE, FRS (20 de fevereiro de 1948) é um astrônomo e astrofísico britânico.
Foi laureado com o Prêmio Dannie Heineman de Astrofísica de 2008 e com a Medalha de Ouro da Royal Astronomical Society de 2012.